# Adrijanci
Adrijanci (madžarsko Andorháza) so naselje v Občini Gornji Petrovci. Kraj je sestavljen iz ene istoimenske ulice Adrijanci.